# Helga Masthoff
 (août 2023).
Si vous disposez d'ouvrages ou d'articles de référence ou si vous connaissez des sites web de qualité traitant du thème abordé ici, merci de compléter l'article en donnant les références utiles à sa vérifiabilité et en les liant à la section « Notes et références ».
Pour les articles homonymes, voir Niessen.
Helga Niessen, née le 11 novembre 1941 à Essen, plus connue sous son nom d'épouse Helga Masthoff, est une joueuse de tennis allemande (ex-RFA) des années 1960 et 1970.

## Carrière tennistique
Triple médaillée olympique aux Jeux olympiques de Mexico en 1968, elle a atteint deux ans plus tard la finale à Roland-Garros, s'inclinant face à la grande favorite Margaret Court : il s'agit de sa meilleure performance dans une épreuve du Grand Chelem.
Régulièrement sélectionnée dans l'équipe ouest-allemande en Coupe de la Fédération, elle a contribué à la qualification de son pays en finale lors des éditions de 1966 et 1970.
Helga Niessen a par ailleurs remporté trois fois de suite l'Open d'Allemagne entre 1972 et 1974, battant Martina Navrátilová (alors âgée de 17 ans) à la dernière occasion.